# Scelolophia purpurascens
Scelolophia purpurascens är en fjärilsart som beskrevs av George Duryea Hulst 1900. Scelolophia purpurascens ingår i släktet Scelolophia och familjen mätare. Inga underarter finns listade.